# Anton Žlogar (duhovnik)
Anton Žlogar, slovenski katoliški duhovnik in publicist, * 30. november 1850, Bušinja vas, † 5. oktober 1931, Novo mesto.

## Življenje in delo
Rodil se je očetu Martinu in materi Katarini (roj. Šukle). V Ljubljani je študiral bogoslovje in bil 1874 posvečen v duhovnika. Nato je v Gradcu začel študij filozofije, a je po 1 semestru zaradi bolezni študij opustil. Kaplanoval je v  Mokronogu (1877-1879) in v Ljubljani pri sv. Jakobu (1879-1889), bil kaznilniški kurat na ljubljanskem Gradu (1890-1894), hkrati učil verouk na Tehniški srednji šoli (1890-1892). V letih 1894–1902 je bil župnik v Kranjski Gori, nato župnik in dekan v Šmartnem pri Litiji, od 1906 kanonik v Novem mestu.
V Kranjski gori Gori in Šmartnem je pisal župnsko kroniko. Od 1886 je bil tajnik Ciril Metodovega društva, 1887–1902 sestavljal in urejal družbin Vestnik, 1885–1905 upravljal družbine šole. Uvedel je šolske sestre k Sv. Jakobu v Trstu (1895/1896) in Velikovcu. V Kranjski Gori je bil leta 1894 soustanovitel hranilnice, katero je tudi vodil, v Podkorenu pa soustanovitelj Kmetijskega društva. V letih 1912–1920 je bil načelnik Posojilnice v Kandiji pri Novem mestu in blagajnik Kmečke zveze za novomeški okraj (do 1914). Kulturno življenje v Kranjski Gori in Šmartnem je razgibal z uvedbo gledaliških amaterskih  predstav.
Že v gimnazijskih in kaplanskih letih je pisal pesmi in jih objavljal v raznih listih in v tem času tudi prevedel nekaj pesmi Goetheja (1869–1871), Schillerja (1870-1871) in drugih pesnikov ter prav tako nekaj proze:  H. Steffens Poroka (1872) in drugih avtorjev. Izvirne črtice in povesti je pisal v Domače vaje in druge liste. Ljudstvu se je približal z lepim jezikom in preprosto pripovedjo. Članke je objavljal npr. v Koledarju Mohorjeve družbe. Ukvarjal se je tudi zgodovino Cerkve ter  napisal: Trojna božja pot s sv. stopnicami na Kranjskem (1881), Čertice o stoletnici mestne fare pri sv. Jakopu (1885), Mestnofarna cerkev sv. Jakopa v Ljubljani (1886). Napisal je tudi več je življenjepisov in nekrologov npr.: George Noel Gordon Byron (1870), William Shakespeare (1869/70), Janez Zlatoust Pogačar (Kres 1884; Slovenski narod 1885) in drugi. Nad sto pridig in govorov, ki se odlikujejo po lepem jeziku in prikupno podani snovi, je objavil v različnih listih. Uredil je Zbornik cerkvenih govorov na slavo sv. Cirilu in Metodu (1886, samozaložba). Za šmarnice je v knjigi zbral premišljevanja Lurški prizori (1913, samozaložba).